# Дезіре Дуе
Дезіре Дуе (фр. Désiré Doué, нар. 3 червня 2005, Анже) — французький футболіст, півзахисник клубу «Парі Сен-Жермен» і молодіжної збірної Франції.

## Клубна кар'єра
Народився 3 червня 2005 року в місті Анже. Вихованець футбольної школи клубу «Ренн».
У дорослому футболі дебютував 2021 року виступами за команду «Ренн 2», в якій провів один сезон, взявши участь у 10 матчах чемпіонату. 
До складу основної команди «Ренна» приєднався 2022 року.
У серпні 2024 року був проданий у «Парі Сен-Жермен» за 50 млн євро. У жовтні 2024 року ввійшов у список 25-ти фіналістів на звання «Golden Boy» 2024 року.

## Виступи за збірні
У 2021 році дебютував у складі юнацької збірної Франції (U-17), загалом на юнацькому рівні взяв участь у 24 іграх, відзначившись 9 забитими голами.

## Титули і досягнення
Франція U17
- Чемпіонат Європи з футболу до 17 років: 2022

Олімпійська збірна Франції
- Срібні медалі Олімпійських ігр 2024[4]

«Парі Сен-Жермен»
- Володар Суперкубка Франції (1): 2024
- Чемпіон Франції (1): 2024–25
- Володар Кубка Франції (1): 2024–25
- Переможець Ліги чемпіонів УЄФА (1): 2024–25
- Володар Суперкубка УЄФА (1): 2025

Особисті
- Гравець місяця Ліги 1 (1): березень 2025[5]